# Phare de Punta Beppe Tuccio
Le phare de Punta Beppe Tuccio (en italien : Faro di Punta Beppe Tuccio) est un phare situé sur la pointe nord-est l'île de Linosa (Îles Pélages). Il est sur le territoire de la commune de Lampedusa e Linosa en mer Méditerranée, dans la province d'Agrigente (Sicile), en Italie.

## Histoire
Le phare a été mis en service en 1891 sur l' île de Linosa, dans le canal de Sicile. Le phare est entièrement automatisé et alimenté par le réseau électrique. Il est géré par la Marina Militare.

## Description
Le phare  se compose d'une tour cylindrique en maçonnerie de 17 m de haut, avec galerie et lanterne, surmontant une maison de gardien d'un seul étage. Le bâtiment est peint en blanc et le dôme de la lanterne blanche est gris métallisé. Il émet, à une hauteur focale de 32 m, quatre éclats blancs toutes les 20 secondes. Sa portée est de 16 milles nautiques (environ 30 km) pour le feu blanc et 12 milles nautiques pour le feu de réserve.
Identifiant : ARLHS : ITA-123 ; EF-3054 - Amirauté : E2082 - NGA : 10468 .

## Caractéristiques dufeu maritime
Fréquence : 20 secondes (W)
- Lumière : 1 seconde
- Obscurité : 3 secondes
- Lumière : 1 seconde
- Obscurité : 3 secondes
- Lumière : 1 seconde
- Obscurité : 3 secondes
- Lumière : 1 seconde
- Obscurité : 7 secondes

|              |
| Îles Pélages |

|        |
| Linosa |

### Lien connexe
- Liste des phares de la Sicile